# 토머스 매킨
토마스 맥킨(Thomas McKean, 1734년 3월 19일, 영국령 아메리카 펜실베이니아 식민지 뉴 런던 타운십 ~ 1817년 6월 24일)은 미국의 정치인으로 펜실베이니아 주지사, 델라웨어 주지사이다.

## 경력
- 1755 델라웨어 로어 카운티 변호사 자격
- 1756 펜실베이니아 변호사 자격
- 1756 서식스 카운티 법무부 차관
- 1762 ~ 1763 로어 카운티 총회 의원
- 1775 ~ 1776 로어 카운티 총회 의원
- 1772 ~ 1773 로어 카운티 총회 의원
- 1765.07 보통법원 판사 재직
- 1768 미국 철학회 회원
- 1771 뉴캐슬 세관원 재직
- 1774.08 ~ 1776.11 델라웨어 대륙회의 의원
- 1777.09 ~ 1777.10 제2대 델라웨어주 주지사
- 1777.12 ~ 1783.02 델라웨어 대륙회의 의원
- 1781.07 ~ 1781.11 제2대 대륙회의 의장
- 1777.07 ~ 1799.12 펜실베이니아 대법원 대법원장
- 1799.12 ~ 1808.12 제2대 펜실베이니아주 주지사

## 역대 선거 결과
| 선거명      | 직책명                   | 대수 | 정당       | 득표율 | 득표수   | 결과 | 당락                     |
| ----------- | ------------------------ | ---- | ---------- | ------ | -------- | ---- | ------------------------ |
| 1776년 선거 | 하원의원 (뉴캐슬 선거구) | 1대  | 연방당     | 10.00% | 1표      | 9위  | 델라웨어 주의원 당선     |
| 1777년 선거 | 델라웨어 주지사          | 1대  | 무소속     | 0%     | 0표      | 3위  | 낙선                     |
| 1778년 선거 | 하원의원 (뉴캐슬 선거구) | 3대  | 연방당     | 14.29% | 1표      | 6위  | 델라웨어 주의원 당선     |
| 1799년 선거 | 펜실베이니아 주지사      | 2대  | 민주공화당 | 53.29% | 37,244표 | 1위  | 펜실베이니아 주지사 당선 |
| 1802년 선거 | 펜실베이니아 주지사      | 2대  | 민주공화당 | 73.65% | 47,879표 | 1위  | 펜실베이니아 주지사 당선 |
| 1805년 선거 | 펜실베이니아 주지사      | 2대  | 헌법주의자 | 53.02% | 43,674표 | 1위  | 펜실베이니아 주지사 당선 |